# Флуранс, Гюстав
Гюстав Флуранс (фр. Gustave Flourens; 4 августа 1838 — 3 апреля 1871, Версаль) — французский политический деятель, один из руководителей Парижской коммуны, генерал, революционер-бланкист.

## Биография
Сын физиолога Мари-Жан-Пьера Флуранса, по профессии — естествоиспытатель и публицист.
В 1863 году занял кафедру отца в Коллеж де Франс, где прочёл курс лекций на тему «История человеческих рас», вышедших в том же году в Париже отдельным изданием под названием «История человека». В 1864 году был отстранён от преподавания за атеистическую направленность его лекций.
В 1866—1868 годах участвовал в национально-освободительной борьбе греков на острове Крит против турецкого господства.
В конце 1868 года возвращается во Францию, сотрудничает в республиканской газете «Марсельеза». 7—8 февраля 1870 года пытался поднять в Париже восстание, но потерпел неудачу и был вынужден бежать в Англию, где сблизился с Карлом Марксом и вступил в 1-й Интернационал.
После падения Второй империи 4 сентября 1870 года, Флуранс избирается начальником 63-го батальона Национальной гвардии, затем командовал пятью батальонами «Стрелков Бельвиля». Вместе с Л. О. Бланки руководил восстанием 31 октября 1870 года, за что был заочно приговорён к смертной казни. Участвовал в восстании 22 января 1871 года. В марте был избран членом Парижской коммуны. Был начальником 20-го легиона Национальной гвардии в чине генерала и членом Военной комиссии Коммуны. Во время похода коммунаров на Версаль 3 апреля 1871 года был захвачен в плен и зверски убит, несмотря на обещания версальских властей сохранять жизнь пленным коммунарам.

## Сочинения
- «Paris livre», Paris 1871.